# Світо-Вид
«Світо-вид» — літературно-мистецький квартальник української літератури, що виходив у 1990—1999 роках у Києві.

## Історія
Заснований у 1990 р., видався Київською організацією Спілки письменників України, Спілкою театральних діячів України та Нью-Йоркською групою.
У різний час редакторами журналу були: Марія Ревакович, Ігор Римарук, Василь Герасим'юк, Роман Бабовал, Віра Вовк, Тадей Карабович, Марко Павлишин, Павло Романюк. Відповідальним редактором часопису були Богдан Бойчук та Віктор Кордун.
У «Світо-виді» друкувалися переважно поети Нью-Йоркської групи та Київської школи. У журналі широко публікувалися українські поетичні переклади.